# Pneumatocele
Uno pneumatocele è una cavità nel parenchima polmonare pieno di aria che può derivare da un trauma polmonare durante la ventilazione meccanica.

## Cause
Uno pneumatocele si verifica quando una lacerazione polmonare, un taglio o una lacerazione nel tessuto polmonare si riempie di aria. Una rottura di una piccola via aerea crea la cavità piena d'aria. Lacerazioni polmonari che si riempiono di sangue sono chiamate ematomi polmonari. In alcuni casi, entrambi gli pneumatoceli e gli ematomi si trovano nello stesso polmone ferito. Uno pneumatocele può ingrandirsi, ad esempio quando il paziente è ventilato meccanicamente o ha una sindrome da distress respiratorio acuto, nel qual caso potrebbe non andare via per mesi.

## Diagnosi
La diagnosi può essere fatta usando la radiografia del torace; la lesione si presenta come una piccola area rotonda piena d'aria.
La tomografia computerizzata può fornire una comprensione più dettagliata della lesione. Le diagnosi differenziali, altre condizioni che potrebbero causare sintomi simili a quelli dello pneumatocele, includono il cancro del polmone, la tubercolosi e un ascesso polmonare nel contesto della sindrome da iper-IgE (o sindrome di Giobbe) o da sola, spesso causata da infezione da Staphylococcus aureus durante la fibrosi cistica.

## Gestione e trattamento
Il trattamento in genere è di supporto e include il monitoraggio e l'osservazione.